# Nicolás de Jesús Belando
Fray Nicolás de Jesús Belando, (Alicante, 1699-1747) religioso franciscano descalzo e historiador español del siglo XVIII.

## Biografía
Nacido en Alicante, ingresó en la orden del seráfico padre San Francisco y estuvo en el Convento de San Juan de la Rivera. Es autor, entre otras obras, algunas inéditas, de una Historia civil de España y sucesos de la guerra y tratados de la paz desde el año mil setecientos hasta el de mil setecientos treinta y tres (Madrid: Manuel Fernández, 1740-1744, 3 vols.), que trata sobre la Guerra de Sucesión española y cuyo tercer volumen fue denunciado por un jesuita y prohibido el 6 de febrero de 1744 por la Inquisición; el 6 de diciembre fue penitenciado por esta causa y desterrado de la Corte cuatro años. Este tomo fue resumido y comentado en un escrito inédito de Melchor de Macanaz, quien le notó sus numerosas omisiones, disimulos y prudencias: Los males, daños y perjuicios que ha ocasionado a la España, a su Iglesia y a su Rey los Extranjeros que han tenido manejo en el Ministerio español. Todo en las notas puestas a la Historia civil de España que compuso el R. P. Fr. Nicolás de Jesús Belando, del orden de NPS Francisco y comprende el reinado de don Felipe Quinto, manuscrito fechado el 20 de octubre de 1744 (BN, Mss., 2768).

## Fuente
1. ↑  Belando, Nicolás Jesús (s/f). «Nicolás Jesús Belando». Diccionario Biográfico Español. Real Academia de la Historia. Consultado el 25 de diciembre de 2020.

- Juan Ruiz de Larrínga, "El P. Fr. Nicolás de Jesús Belando, historiador franciscano descalzo, y sus obras impresas e inéditas", AIA, 8 (1948), 395-405.

- Datos: Q9050069
- Multimedia: Nicolás de Jesús Belando / Q9050069